# Provincia de Phetchabun
Phetchabun (en tailandés: เพชรบูรณ์) es una de las provincias del norte de Tailandia. Es fronteriza (en el sentido de las agujas del reloj) con: Loei, Khon Kaen, Chaiyaphum, Lopburi, Nakhon Sawan, Phichit y Phitsanulok. Los términos que conforman el nombre provienen del sánscrito: Vajra y Purna, que literalmente significan diamante perfecto.

## Geografía
La provincia se ubica en el amplio y fértil valle del río Pa Sak, flanqueado por las Montañas Phetchabun al este y al oeste.

## Historia
Las primeras referencias de ciudades en el territorio datan del siglo XI, durante el Imperio Jemer. En los inicios del siglo XX, esta provincia y la de Lom Sak se encontraban unidas en un solo monthon (antigua subdivisión territorial), hasta su separación administrativa en 1915.

## Símbolos
| Emblema provincial | El emblema provincial muestra un diamante sobre una montaña, representando como fueron descubiertos en el territorio. En primer plano se ve una plantación de tabaco. El árbol símbolo de la provincia es el Tamarindo (Tamarindus indica). |

## División administrativa
La provincia se divide en 11 distritos (amphoe), que a su vez están divididos en un total de 117 comunas (tambon) y 1261 aldeas (muban).
| 1. Mueang Phetchabun 2. Chon Daen 3. Lom Sak 4. Lom Kao 5. Wichian Buri 6. Si Thep | 1. Nong Phai 2. Bueng Sam Phan 3. Nam Nao 4. Wang Pong 5. Khao Kho |

| Noroeste: Phitsanulok (provincia)  | Norte: Loei (provincia)  | Nordeste: Khon Kaen (provincia) |
| Oeste: Phichit (provincia)         |                          | Este: Chaiyaphum (provincia)    |
| Suroeste: Nakhon Sawan (provincia) | Sur: Lopburi (provincia) |                                 |